# Большие Зимовищи
Большие Зимовищи (бел. Вялікія Зімовішчы) — агрогородок в Слободском сельсовете Мозырского района Гомельской области Республики Беларусь.

## География

### Расположение
В 16 км на запад от Мозыря, 9 км от железнодорожной станции Козенки (на линии Калинковичи — Овруч), 146 км от Гомеля.

## Транспортная сеть
Транспортные связи по просёлочной, затем по автодорогам, которые отходят от Мозыря. Планировка состоит из дугообразной улицы, ориентированной с юго-востока на северо-запад и застроенной деревянными крестьянскими усадьбами. На севере обособленный участок застройки. Часть деревни занимает новая кирпичная застройка для переселенцев из загрязнённых радиацией мест после катастрофы на Чернобыльской АЭС 1986 года.

## История
По письменным источникам известна с XVI века как деревня Зимовищи, шляхетская собственность, в Мозырском повете Минского воеводства Великого княжества Литовского. В пописе армии ВКЛ обозначена под 1567 год. О экономических связях деревни свидетельствует найденный в 1890 году клад 1600-26 годов — 307 серебряных и медных монет (Речь Посполитая, Пруссия, Прибалтика). В начале XVIII века деревня Зимовищи разделилась на две — Большие Зимовищи и Малые Зимовищи.
После 2-го раздела Речи Посполитой (1793 год) в составе Российской империи. В 1795 году работала деревянная церковь; во владении дворян Вольбека и Еленской. В 1879 году обозначена как село в Скрыгаловском церковном приходе. Согласно переписи 1897 года деревня; в усадьбе водяная мельница. В 1908 году в Слобода-Скрыгаловской волости Мозырского уезда Минской губернии.
В 1929 году организован колхоз. Действовала начальная школа (в 1935 году 80 учеников). Во время Великой Отечественной войны в октябре 1942 года каратели полностью сожгли деревню и убили 9 жителей. 39 жителей погибли на фронте. Согласно переписи 1959 года центр колхоза имени М. В. Фрунзе. Располагаются средняя школа, Дом культуры, библиотека, фельдшерско-акушерский и ветеринарный пункты, детский сад, отделение связи, магазин.
В 2011 году деревня Большие Зимовищи преобразована в агрогородок.

## Население

### Численность
- 2020 год — 243 человека.

### Динамика
- 1795 год — 26 дворов, 67 жителей.
- 1897 год — в деревне 39 дворов 263 жителя; в усадьбе 2 двора, 13 жителей (согласно переписи).
- 1908 год — 42 двора, 338 жителей.
- 1925 год — 77 дворов.
- 1940 год — 96 дворов.
- 1959 год — 504 жителя (согласно переписи).
- 2004 год — 114 хозяйств, 287 жителей.
- 2020 год — 243 жителя.